# Yecla de Yeltes
Yecla de Yeltes est une commune de la province de Salamanque dans la communauté autonome de Castille-et-León en Espagne.

## Sites et patrimoine
- Castro de Yecla la Vieja